# هیثم منعوت
هیثم منعوت (انگلیسی: Haytam Manaout؛ زادهٔ ۱ ژانویهٔ ۲۰۰۱) بازیکن فوتبال اهل مراکش است.